# Nonfb
Nonfb es una abreviatura que significa "sin framebuffer" (del inglés non framebuffer). Aparece en gestores de arranque para Linux como Lilo. Cuando se emplea esta opción de inicio del sistema no aparecen gráficos durante el arranque; aparece sólo texto en esta fase. Al finalizar el arranque se tiene un uso completo de los gráficos (de igual forma que si se hubiera arrancado desde la opción predeterminada -de manera normal-).
- Datos: Q6044632